# Георгий Карагеоргиевич
Кронпринц Георгий Карагеоргиевич в правильной сербской транскрипции Джордже Караджорджевич (серб. Ђорђе П. Карађорђевић; 27 августа (8 сентября) 1887, Цетине, Княжество Черногория – 17 октября 1972, Белград,  СФРЮ) — князь, наследник сербского престола в 1903—1909 годах.

## Биография
Старший сын Пётра I Карагеоргиевича, первого сербского короля из династии Карагеоргиевичей (с 1903), первого короля Королевства сербов, хорватов и словенцев (с 1918) и его жены Зорки, дочери черногорского короля Николы I. Внук князя Сербии Александра и княгини Персиды из известного сербского рода Ненадовичей (по отцу). Старший брат короля сербов, хорватов и словенцев Александра I и младший — княгини Елены Петровны.

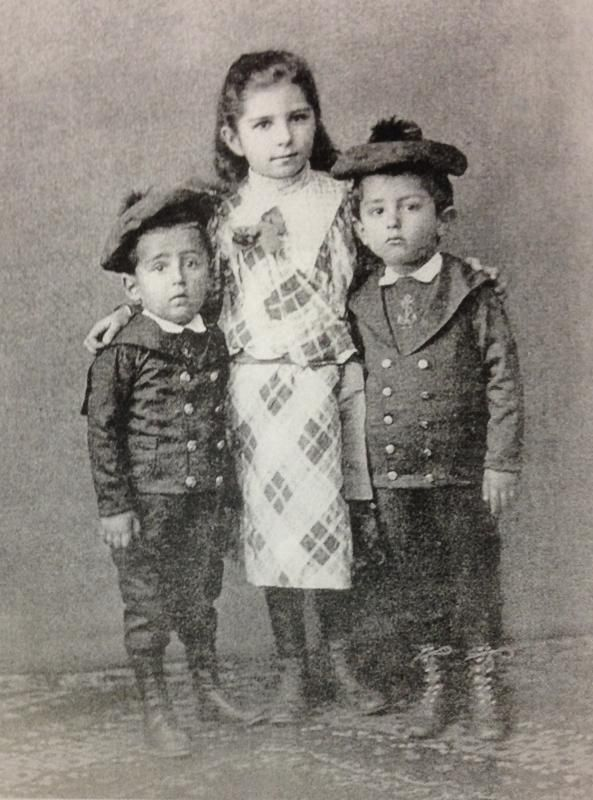
Елена, Георгий и Александр. 1892 год.

Георгий был крещён 19 июня 1888 года, крестным отцом князя стал император Александр III (его представителем в Цетине был дипломат Кимон Аргиропуло) и великая княгиня Мария Александровна, герцогиня Эдинбургская (на крещении её заменяла принцесса Черногории Стана).
После смерти матери воспитывался при дворе Николы I, затем вместе с отцом с 1894 жил в Женеве. Позже поступил в Александровский кадетский корпус. Во время учёбы пользовался именем «Георгий Петрович Караджорджевич» и не распространялся о своим происхождении и родственных связях с царственными особами. Проблем в обучении принц не испытывал — в корпусе он скоро завёл множество друзей, в свободное время ему разрешалось покидать казармы и гостить у тёток, а русский язык он выучил ещё в детстве.
Его учёба была прервана после переворота, состоявшегося в мае 1903 года, когда сербский король Александр Обренович был убит вместе с супругой королевой Драгой. Было решено, что новым королём Сербии должен стать представитель Карагеоргиевичей князь Пётр, живший в Женеве. С 1903 года Георгий, как старший сын короля, получил титул наследного принца. 28 августа 1903 года королевич впервые приехал в Сербию и сразу же покорил сербов, произнеся пылкую речь на родном языке (его брату же по возвращении на Родину пришлось заниматься с учителем — его знания сербского оставляли желать лучшего).
Принц Георгий, носивший имя прадеда — Чёрного Георгия (Карагеоргия), основателя династии и предводителя Первого сербского восстания, унаследовал от него вспыльчивый и неконтролируемый характер. Крутой нрав Георгия приводил его ко многим неприятностям, он был во вражде со многими представителями сербской знати и армии, вступая в конфликты с политиками как в Сербии — у Георгия были противоречия с премьер-министром Н. Пашичем и начальником Генштаба Д. Димитриевичем, так и за границей — престолонаследник неоднократно критиковал политику Австро-Венгрии, отметился публичным сжиганием австрийского флага и даже в присутствии имперских послов назвал вором императора Франца Иосифа I, обвиняя его в аннексии Боснии, а императора Николая II, допустившего вторжение, несмотря на обещания поддержки, данные королевичу во время его визита в Петербург, — лжецом. В отличие от него, младший брат Александр имел гораздо более мягкий и дипломатичный нрав, но в народе престолонаследник был очень популярен.

## Отречение
Переломным событием в жизни Георгия стало убийство в 1909 году его слуги (денщика) Стефана Колаковича. По официальной информации, принятой в обществе, Георгий забил Колаковича до смерти в припадке ярости, нанеся тому множество тяжелых травм в голову и живот. Все удары были, по мнению врача, нанесены ногами, похоже, что слугу безжалостно били и топтали. От полученных травм несчастный слуга после нескольких дней мучений скончался. Правящий режим пытался скрыть преступление, назвав его таинственным убийством, но сербские социал-демократы в ведущих газетах начали ожесточенную кампанию, требуя наказания виновного в совершении преступления.

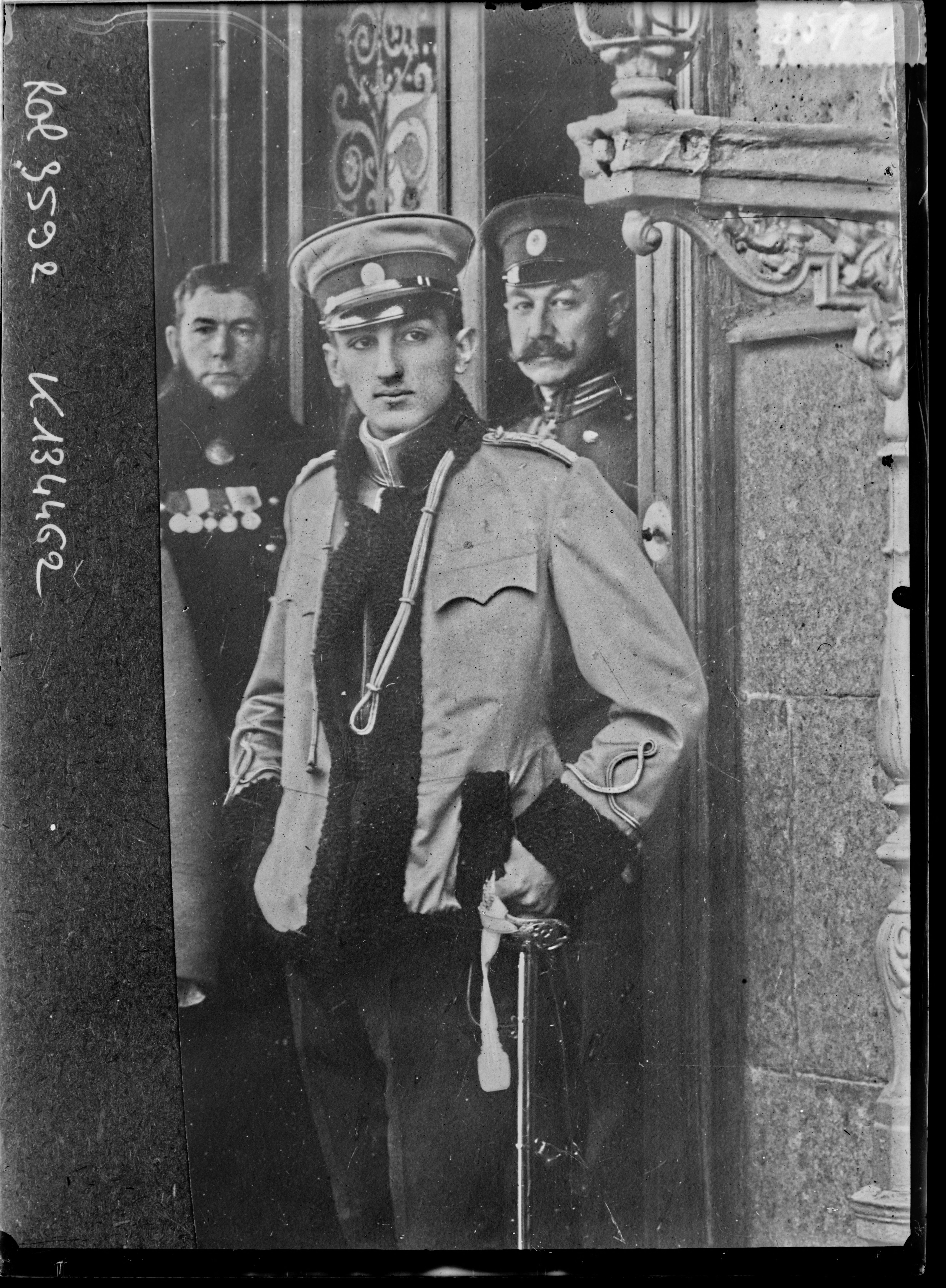
Принц Георгий в Петербурге. 17 октября 1908 года

Это событие вызвало бурю в сербском обществе, особенно активно оно освещалось в австро-венгерской прессе. В связи с этим 27 марта 1909 года принц Георгий вынужден был отречься от престола — он не отрицал своей вины в произошедшем, признавая, что ударил провинившегося слугу, но только один раз, рассердившись на того за неотправленное и прочитанное письмо, адресованное некой женщине, но пропаганда в прессе уже сделала свое дело, и его слова остались без внимания. Новым наследником стал его младший брат Александр, который позже приехал из Санкт-Петербурга. Однако за Георгием сохранили титул князя и апанаж, как сына короля, принца Георгия называли королевичем.

## Личность
Принц Георгий — одна из самых неоднозначных фигур в сербской истории, мнение о нём современников и историков самое разнообразное. Характер королевича единогласно называли сложным — он был несдержанным, вспыльчивым, очень прямолинейным человеком, яркой противоположностью более скрытному и хитрому брату. Это подтверждал даже отец, говоря, что Георгий — его сын, а Александр — внук короля Николы, известного своей способностью добиться своих целей любыми способами. Своенравный, не поддающийся чужому влиянию, не признающий авторитетов и не идущий на уступки - так в 1911 году принц открыто и бурно возражал против помолвки сестры, подозревая, что Еленой пожертвовали во имя достижения политических целей, выгодных Сербии, не стесняясь в выражениях (так жених Елены, князь Иоанн Константинович, удостоился от будущего шурина нелестной характеристики "оболтус в три с половиной метра ростом"), но личное знакомство успокоило королевича - сестру он посчитал достаточно влюбленной, зять порадовал его русским юмором( кинохроника запечатлела князей за непринужденной беседой), так что на вокзал отбывающего на Родину Иоанна Константиновича принц провожал лично уже безо всякого давления со стороны родных.
Многие люди, близко знакомые с обоими королевичами, отдавали предпочтение именно честному и вздорному Георгию, — так воспитатель принцев Миливое Анджелкович, сохранивший хорошие отношения и с повзрослевшим королевичем, наотрез отказался общаться с Александром после заключения принца в лечебницу, тетка принцев, королева Елена также поддерживала отношения только со старшим племянником, держа на Александра обиду за свержение с трона отца, короля Николы, а принцесса Елена, ведя переписку с Георгием в лечебнице, прервала всякие связи с младшим братом и даже не приехала на его похороны. А вот русский посол Гартвиг Георгия не любил, что было отражено в «Сербском дневнике» Александра Верховского, — Николай Генрихович открыто обвинял принца в том, что всю Балканскую войну тот, якобы, просидел на голубятне, ни разу не выехав на фронт, и донимал окружение своими напрасными страхами, в то время, как королевич, лишенный права командовать собственным полком, отправился на фронт под командование воеводы Степы Степановича простым офицером, заслужил в боях звание майора (до войны он был капитаном), «Звезду Карагеоргия» и Золотую медаль за храбрость. Безрассудную отвагу принца отмечали и солдаты, сражавшиеся с ним с годы Первой мировой, — два тяжелейших ранения Георгий получил, поднимая полк в атаку. Сменивший Гартвига Григорий Трубецкой был не так категоричен в суждениях: в своих мемуарах он также отмечал неуравновешанность принца, но списывал это на дурное воспитание и ссылался на то,что вспыльчивость Георгий унаследовал от отца.  В своих воспоминаниях он также упоминает безрассудную храбрость королевича и удаление его из армии списывает на беспокойство за его жизнь.

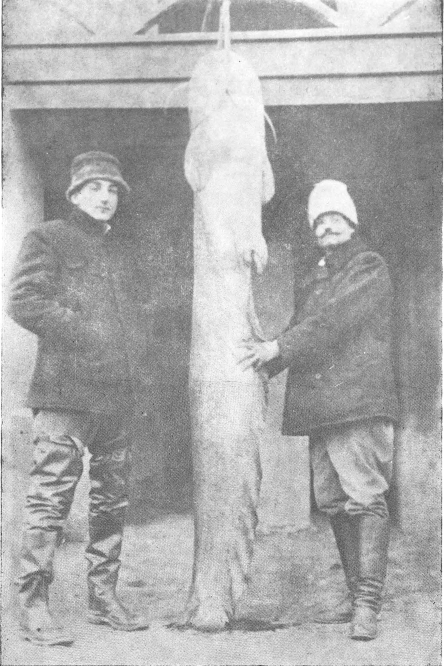
Георгий с математиком Михайло Петровичем с пойманным сомом. 1906 год.

Вспыльчивый по натуре, принц был очень отходчивым человеком, — знакомые отмечали, что он постоянно ссорился со своим окружением и тут же мирился, извиняясь: в 1917 году королевич даже ездил к брату хлопотать о помиловании осужденного Драгутина Дмитриевича, с которым прежде был в очень натянутых отношениях, но безуспешно, — полковник был расстрелян в Салониках 24 июня 1917 года .
Королевич был одним из первых автомобилистов Белграда (его манера вождения пугала и возмущала горожан, но отнять автомобиль не успели — принц его разбил), отличным пловцом (зимой переплывал Саву в полном обмундировании, тренируя свой полк), умелым фехтовальщиком (дуэль совсем юного тогда еще наследника престола для его противника - поручика закончилась ранением, а для него самого - очередным выговором  от отца) и хорошим стрелком (неоднократно развлекался, отстреливая сигареты прямо изо рта людей). Князь Георгий серьезно увлекался математикой — сохранились его письма математику Анри Пуанкаре, в которых он просил объяснить ему значения полиноминальных функций. Этот интерес сблизил его и с другим ученым, Михайло Петровичем Аласом, ставшим его другом на долгие годы, он же познакомил его с ещё одним своим хобби, захватившим принца, — рыбалкой. Михайло и Георгий состояли в постоянной переписке, отношения между ними были настолько близкими, что в современной прессе их подозревают в гомосексуальной связи, несмотря на то, что сам королевич в своих мемуарах утверждал, что любил Петровича как отца, а неженатый бездетный ученый, бывший старше его на двадцать лет, — как сына. В годы Первой мировой принц спас Аласа от мобилизации, назначив своим личным секретарем (Георгий избавил от отправки на фронт многих известных людей в Сербии, предоставив им посты в своей личной свите), а 40-х князь, пользовавшийся определённым авторитетом у оккупантов, сумел добиться освобождения Петровича из концлагеря.

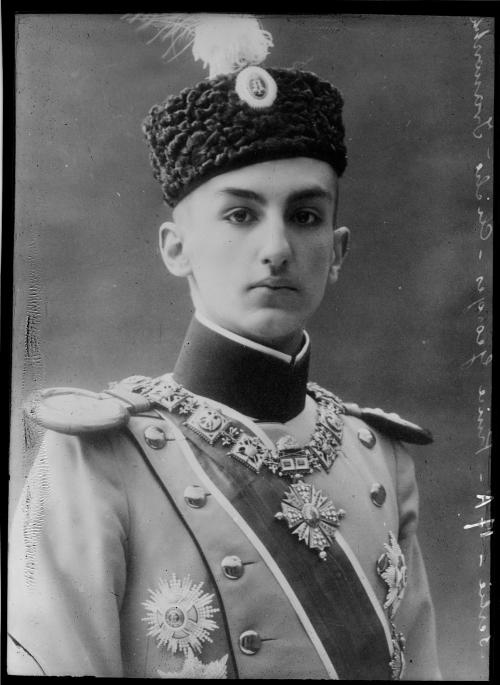
Официальный фотопортрет престолонаследника Георгия Карагеоргиевича. 1908 год.

## В заключении
После смерти отца короля Петра I Карагеоргиевича в 1921 году власть была официально передана его младшему сыну, королю Александру. Враждебность между Георгием и Александром нарастала, за королевичем велась постоянная слежка, нервно истощившая принца, справедливо опасавшегося за свою жизнь, — на королевича готовилось несколько покушений, в 20-х Георгий, ожидая отравления, перестал даже принимать пищу дома, обедая только у проверенных и преданных ему друзей. В 1925 году Георгий Карагеоргиевич был арестован и интернирован в Королевском Белье в Бараньи, где под охраной жандармов содержался в изоляции в течение года в охотничьем замке. Затем был помещён в психиатрическую лечебницу, где врачи диагностировали ему шизофрению, суицидальные наклонности, истощение на фоне сильной булимии и анорексии и ещё целый перечень нервных и психических заболеваний, и заключен в специально построенном для него особняке на территории больницы. Много лет спустя, последний оставшийся в живых психиатр принца признался, что диагноз был полностью сфабрикован по требованию властей.

После убийства в Марселе короля Александра в 1934 году принц Георгий надеялся, что его освободят, однако регент Павел и королева Мария оставили его там же до начала Второй Мировой войны. Освобождён Георгий был только после вторжения в Югославию немцев. Немцы предлагали ему стать королём оккупированной Сербии, но он наотрез отказался, как и от переселения в королевский дворец. В 1944 году он одним из первых встретил советские и югославские войска: от предложения генерала Пеко Дапчевича предоставить отдельный автомобиль с шофёром принц Георгий отказался, предпочитая передвигаться по городу на велосипеде или трамвае.

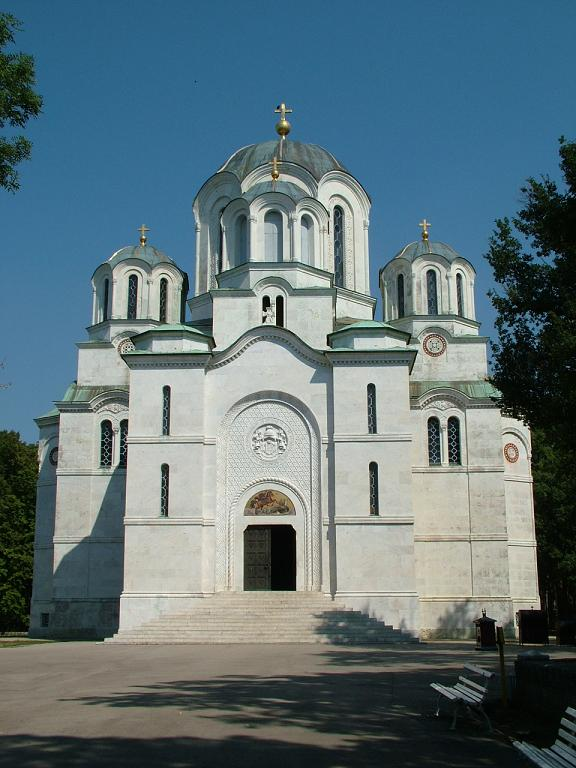
Церковь св. Георгия близ Белграда

После образования Социалистической Югославии принц Георгий продолжил жить в Белграде мирно и свободно как пенсионер: он был единственным представителем Карагеоргиевичей, кому позволили остаться в стране. Всегда враждебно относившийся в придворному официозу и церемониям, Георгий теперь жил абсолютно нормальной жизнью — простые жители Белграда каждый день имели возможность поздороваться со своим несостоявшимся королем, идущим по улице или едущим в трамвае. Правительство Иосипа Броза Тито было более благосклонным к нему, чем его собственный брат и члены семьи, а сам президент, по слухам, был с принцем в приятельских отношениях — их часто видели прогуливающихся вдвоём.
Королевичем были написаны воспоминания «Правда о моей жизни» (серб. «Истина о моме животу»), изданные в Сербии в 1969, 1988 и 2017 годах и в Словении в 1970 и 1979 годах.
Умер принц Георгий в Белграде 17 октября 1972 года. Похоронен в церкви св. Георгия в Опленаце в Тополе. В 1993 году рядом с ним была похоронена жена.

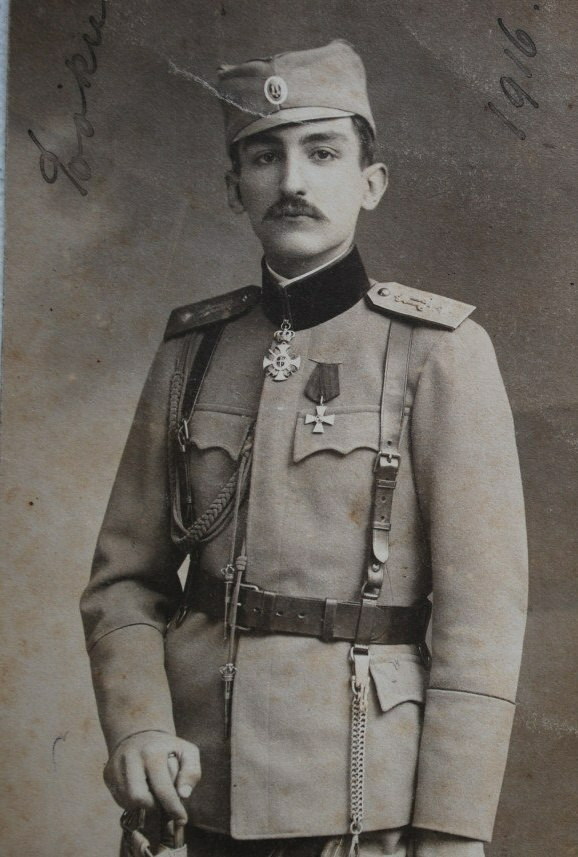
Королевич на Солунском фронте. Корфу. 1916 год

## Брак
В 1948 году он женился на Радмиле Радонич, их брак официально был бездетным, хотя в 2010 году пресса распространила слухи о дочери Елене, якобы рождённой от принца графиней Александрой фон Меренберг, внучкой Пушкина, и внучке Марии Елизавете, а также дочери Милеве, рождённой от Катерины Шакрани, служившей в Горня-Топонице возле Ниша, во время заключения Георгия.

## Титулы
- 8 сентября 1887 – 15 июня 1903: Его Высочество князь Джордже Караджорджевич
- 15 июня 1903 – 27 марта 1909: Его Королевское Высочество престолонаследник принц Джордже Караджорджевич
- 27 марта 1909 – 17 октября 1972: Его Королевское Высочество принц Джордже Караджорджевич

## Награды
- Орден святого князя Лазаря (Сербия;1908 - лишен 27 марта 1909)
- Орден Звезды Карагеоргия (большой крест (Сербия; 1903)
- Орден Белого орла (большой крест) (Сербия; 1903)
- Орден Святого Саввы (Сербия; 1903)
- Медаль за храбрость (Сербия; 1912)
- Медаль за храбрость (Сербия; 1913)
- Памятная медаль войны 1913 года (Сербия)
- Орден князя Данило I (Черногория)
- Орден Святого Петра Цетинского (Черногория)
- Орден святого Георгия Победоносца IV степени (1915; Российская империя)

## Воинские звания
- 27 августа 1903 года – рядовой
- 27 февраля 1904 года – капрал (каплар)
- 27 августа 1904 года – младший сержант (поднаредник)
- 27 февраля 1905 года – сержант (наредник)
- 27 августа 1905 года – младший лейтенант (потпоручник)

## Интересные факты
- Имя королевича носил 18 пехотный полк, он же был его шефом и командиром, но после заключения принца имя у полка отняли[11].
- Сокольское движение в Сербии получило свое широкое развитие благодаря принцу Георгию: именно он, будучи покровителем Союза сербских соколов и спортивно-патриотического общества «Душан Сильный», принял решение объединить две этих организации[12].
- 26 декабря 1910 года принц впервые в жизни поднялся в воздух на самолёте Farman IV, управляемом русским авиатором Борисом Масленниковым, став, таким образом, первым сербом, совершившим удачный полет над Сербией[13].
- Королевич скончался в тот же день недели, что и его отец, брат, сестра и племянник – вторник. В семье этот день считался несчастливым.
- Принц знал несколько иностранных языков: сербский (родной, но не основной, – в 1903 году его знания у юного кронпринца были довольно сносными, но не идеальными, с годами Георгий освоил язык в совершенстве), французский (на нём говорили родители королевича и черногорская родня, он же официальный язык Женевы, в которой прошли детские годы принца), английский (дети освоили его благодаря гувернантке) и русский (ему Георгия и его брата с сестрой учил специально нанятый преподаватель, Дмитрий Кононович Виноградов).
- Стараясь обмануть королевскую охрану, отслеживающую его переписку, королевич активно пользовался псевдонимами ("Дамьянович", "Газда" и другие")

## Память

### Топонимика
В честь королевича были названы улицы в городах:
- Зренянин (с 1948 года — Народного фронта);
- Панчево (с 1948 года — Максима Горького);
- Бачка-Паланка (сейчас — Бранко Радивоевича);
- Белград (сейчас — Тршова);
- Нови-Сад, Адице (современное название);
- Кралево (современное название);
- Валево (современное название)

Церковь-памятник святого Стефана Высокого на Мачковом камне (портрет королевича, раненого в сражении в сентябре 1914 года, украшает стены храма).

## Образ в культуре
- «Выезд воина, возвращение маршала»(1986) — Васа Пантелич [15]
- «Последняя аудиенция» (2008) — Боян Дмитриевич[16]
- «Зона Замфирова 2. Возвращайся, Зона» (2017) — Александар Вучкович [17]
- «Тени над Балканами» (2017) — Жарко Лаушевич [18]
- «Король Пётр во славу Сербии» (2018) — Марко Тодорович [19]
- "Король" (2020) - Милош Тимотиевич[20]

Спектакль "Виа долорис" культурного центра "Масука" (2017) - Марко Богданович
Принц Георгий — главный герой книги Милана Видоевича «Принц и призрак»(2012).